# 제42회 금마장
제42회 금마장은 2005년 11월 4일에 열린 시상식이다.

## 수상 및 후보

### 작품상
- 쿵푸 허슬 - 주성치 수상
- 천하무적 - 펑샤오강
- 흑사회 - 두기봉
- 쓰리 타임즈 - 허우 샤오시엔
- 흔들리는 구름 - 차이밍량

### 다큐멘터리상
- 점프 보이즈 - 린유쉰 수상

### 애니메이션상
- 홍해아 - Antony Szeto 수상

### 감독상
- 쿵푸 허슬 - 주성치 수상
- 흑사회 - 두기봉
- 쓰리 타임즈 - 허우 샤오시엔
- 흔들리는 구름 - 차이밍량

### 남우주연상
- 삼차구 - 곽부성 수상
- 흑사회 - 양가휘
- 쓰리 타임즈 - 장첸
- 말다지련미 - 이해운

### 여우주연상
- 쓰리 타임즈 - 서기 수상
- 면자 - 양아혜
- 천배불취 - 양천화
- 흔들리는 구름 - 진상기

### 남우조연상
- 이니셜 D - 극장판 - 주걸륜 수상
- 쿵푸 허슬 - 원화
- 천배불취 - 방중신
- 흑사회 - 왕천림

### 여우조연상
- 쿵푸 허슬 - 원추 수상
- 조숙 - 모순균
- 심해 - 육혁정
- 청춘호접고련화 - 소숙신

### 신인배우상
- 이니셜 D - 극장판 - 주걸륜 수상
- 충불지 - 이사벨라 롱
- 사망사진 - 황완령
- 생명광상곡 - 뇌아연

### 각본상
- 흑사회 - 유내해 외 수상
- 쓰리 타임즈 - 허우 샤오시엔 외
- 말다지련미 - 엄호 외
- 공주복수기 - 펑하오샹

### 각색상
- 삼차구 - 구지위 수상
- 쿵푸 허슬 - 임안아
- 쓰리 타임즈 - 료경송 외
- 천하무적 - 류묘묘

### 촬영상
- 삼차구 - 반요명 수상
- 칠검 - 강국민
- 흑사회 - 정조강
- 쓰리 타임즈 - 리판빙

### 편집상
- 천하무적 - 펑샤오강 수상
- 이니셜 D - 극장판 - 장문강
- 칠검 - 서극

### 미술상
- 인어타타 - 왕일비 수상
- 칠검 - 황가능
- 쿵푸 허슬 - 황예민
- 쓰리 타임즈 - 황문영

### 액션감독상
- 칠검 - 웅흔흔 수상
- 쿵푸 허슬 - 원화평
- 흑사회 - 황지위
- 천하무적 - 강도해

### 영화음악상
- 심해 - 리흔운 수상
- 댁변 - 정위걸
- 흑사회 - 나대우
- 삼차구 - 저진동

### 주제가상
- 번곤파！남해 - 양광 외 수상
- 이니셜 D - 극장판 - 주걸륜
- 흑사회 - Sliver
- 진태상 - 란탄아상

### 분장/의상디자인상
- 쿵푸 허슬 - 진고방 수상
- 흑사회 - 장세걸
- 칠검 - 진고방 외
- 쓰리 타임즈 - 황문영 외

### 시각효과상
- 쿵푸 허슬 - 종지행 외 수상
- 칠검 - Peter Webb
- 인어타타 - 양한창 외
- 이니셜 D - 극장판 - 황굉달 외

### 음향효과상
- 흑사회 - 막미화 외 수상

### 단편영화상
- 생명광상곡

### 최우수대만영화상
- 쓰리 타임즈 - 허우 샤오시엔 수상